# Bruntridactylus apicedentatus
Bruntridactylus apicedentatus är en insektsart som först beskrevs av Lucien Chopard 1934.  Bruntridactylus apicedentatus ingår i släktet Bruntridactylus och familjen Tridactylidae. Inga underarter finns listade i Catalogue of Life.